# Ò̄
Cette page contient des caractères spéciaux ou non latins. S’ils s’affichent mal (▯, ?, etc.), consultez la page d’aide Unicode.
Ò̄ (minuscule: ò̄), appelé O accent grave macron, est un graphème utilisé dans l’écriture du kayaw. Il s’agit de la lettre O diacritée d’un accent grave et d’un macron.

## Représentations informatiques
Le O accent grave macron peut être représenté avec les caractères Unicode suivants :
- composé et normalisé (supplément Latin-1, diacritiques)[1],[2] :

| formes    | représentations | chaînes de caractères | points de code | descriptions                                              |
| --------- | --------------- | --------------------- | -------------- | --------------------------------------------------------- |
| capitale  | Ò̄               | Ò◌̄                    | U+00D2 U+0304  | lettre majuscule latine o accent grave diacritique macron |
| minuscule | ò̄               | ò◌̄                    | U+00F2 U+0304  | lettre minuscule latine o accent grave diacritique macron |

- décomposé (latin de base, diacritiques) :

| formes    | représentations | chaînes de caractères | points de code       | descriptions                                                          |
| --------- | --------------- | --------------------- | -------------------- | --------------------------------------------------------------------- |
| capitale  | Ò̄               | O◌̀◌̄                   | U+004F U+0300 U+0304 | lettre majuscule latine o diacritique accent grave diacritique macron |
| minuscule | ò̄               | o◌̀◌̄                   | U+006F U+0300 U+0304 | lettre minuscule latine o diacritique accent grave diacritique macron |